# Nathalie Wiedemann
Nathalie Wiedemann (* 30. Juli 1974 in München) ist eine deutsche Kamerafrau.
Nathalie Wiedemann wurde bei der Firma Dedo Weigert Film zur Kamera-Technikerin ausgebildet. Seit Mitte der 1990er Jahre ist sie als Kamerafrau tätig, die ersten Jahre überwiegend als Kamera-Assistentin. 2001 wurde sie für ihre Arbeit an dem Kurzfilm Der Atemkünstler für den Deutschen Kamerapreis nominiert.
Wiedemann ist Mitglied im Berufsverband Kinematografie (BVK).

## Filmografie (Auswahl)
- 2001: Der Atemkünstler (Kurzfilm)
- 2003: Mensch Mutter
- 2003: Das bisschen Haushalt
- 2003: Sex Up – Jungs haben’s auch nicht leicht
- 2005: Sex Up – Ich könnt’ schon wieder
- 2008: Der Kommissar und das Meer (Fernsehserie, 2 Folgen)
- 2009: Tatort: Familienaufstellung
- 2010: Tatort: Schön ist anders
- 2010–2018: Unter anderen Umständen (Fernsehreihe)
  - 2010:  Tod im Kloster
  - 2011:  Mord im Watt
  - 2012:  Spiel mit dem Feuer
  - 2013:  Der Mörder unter uns
  - 2014:  Falsche Liebe
  - 2015:  Das verschwundene Kind
  - 2016:  Das Versprechen
  - 2016:  Tod eines Stalkers
  - 2018:  Das Geheimnis der Schwestern
- 2012: Letzte Spur Berlin (Fernsehserie, 2 Folgen)
- 2015: Blauwasserleben
- 2016: Marie Brand und die Spur der Angst
- 2016–2024: München Mord
  - 2016: Wo bist Du, Feigling?
  - 2017: Einer, der’s geschafft hat
  - 2017: Auf der Straße, nachts, allein
  - 2023: Der gute Mann vom Herzogpark
  - 2024: A saisonale G’schicht
  - 2024: Die indische Methode
  - 2025: Nix für Angsthasen
- 2018: Solo für Weiss – Es ist nicht vorbei
- 2020: Frühling – Genieße jeden Augenblick
- 2020: Frühling – Spuren der Vergangenheit
- 2021: Kanzlei Berger (Fernsehserie, 4 Folgen)
- 2022: Damaged Goods (Fernsehserie)